# 孫春翼
孫 春翼（ソン・チュニク、朝鮮語: 손춘익/孫春翼、1940年11月28日 - 2000年9月4日）は、大韓民国の教員、児童文学作家、小説家、童話作家。
本貫は慶州孫氏。

## 生涯
慶尚北道慶州市道只洞（現・月城洞）出身。浦項初等学校、同志中学校、同志商業高等学校（現・同志高等学校）を経て浦項水産初級大学（現・浦項大学校）卒業。1965年より丑山港初等学校で教員を務めた。1966年に朝鮮日報と大邱毎日新聞が催した新春文芸に童話が当選し登壇した。1974年には現代文学に短編小説『死の道』を発表し、児童文学作家、小説家として活動した。60歳で死去した。2000年8月23日に脳梗塞により入院したが、翌月60歳で死去した。環湖ヘマジ公園に碑文と文学碑が建てられている。